# District de Lacaune
Le district de Lacaune était une division territoriale française du département du Tarn de 1790 à 1795. 

## Histoire
Le district de Lacaune est créé en 1790. Par la loi du 28 pluviôse an V (16 février 1797), le canton d'Anglès est cédé au Tarn, en échange du canton de Saint-Gervais-sur-Mare qui est attaché au district de Béziers. Par la loi du 28 pluviôse an VIII (17 février 1800), le district de Lacaune est supprimé; ses cantons sont rattachés à l'arrondissement de Castres.

## Composition
Il était composé de 7 cantons (dont trois aujourd'hui disparus et un aujourd'hui dans le département de l'Hérault) : 
- Brassac,
- Lacaune,
- Massuguiès,
- Murat,
- Saint-Gervais-sur-Mare,
- Saint-Pierre-de-Trivisy,
- Viane.

## Sources
- La formation du Département du Tarn, Appolis Émile, Bibliothèque de la Revue du Tarn (1938).
- Communes du Tarn - Archive et Patrimoine, Conseil Général du Tarn et Archives départementales (1990) -  (ISBN 2-907-508-04-0)